# We Can Do It
We Can Do It är en låt framförd 2000 av Carboo. Låten skrevs av Harold Clayton, Abdullah Sigidi och Martin Carboo.
2003 släppte September en omarbetad version av Alexander Clayton, Sigidi, Harold Clayton, Vincent Smith, John Bolden och Teddy Bolden.